# Utagawa Kuniyoshi

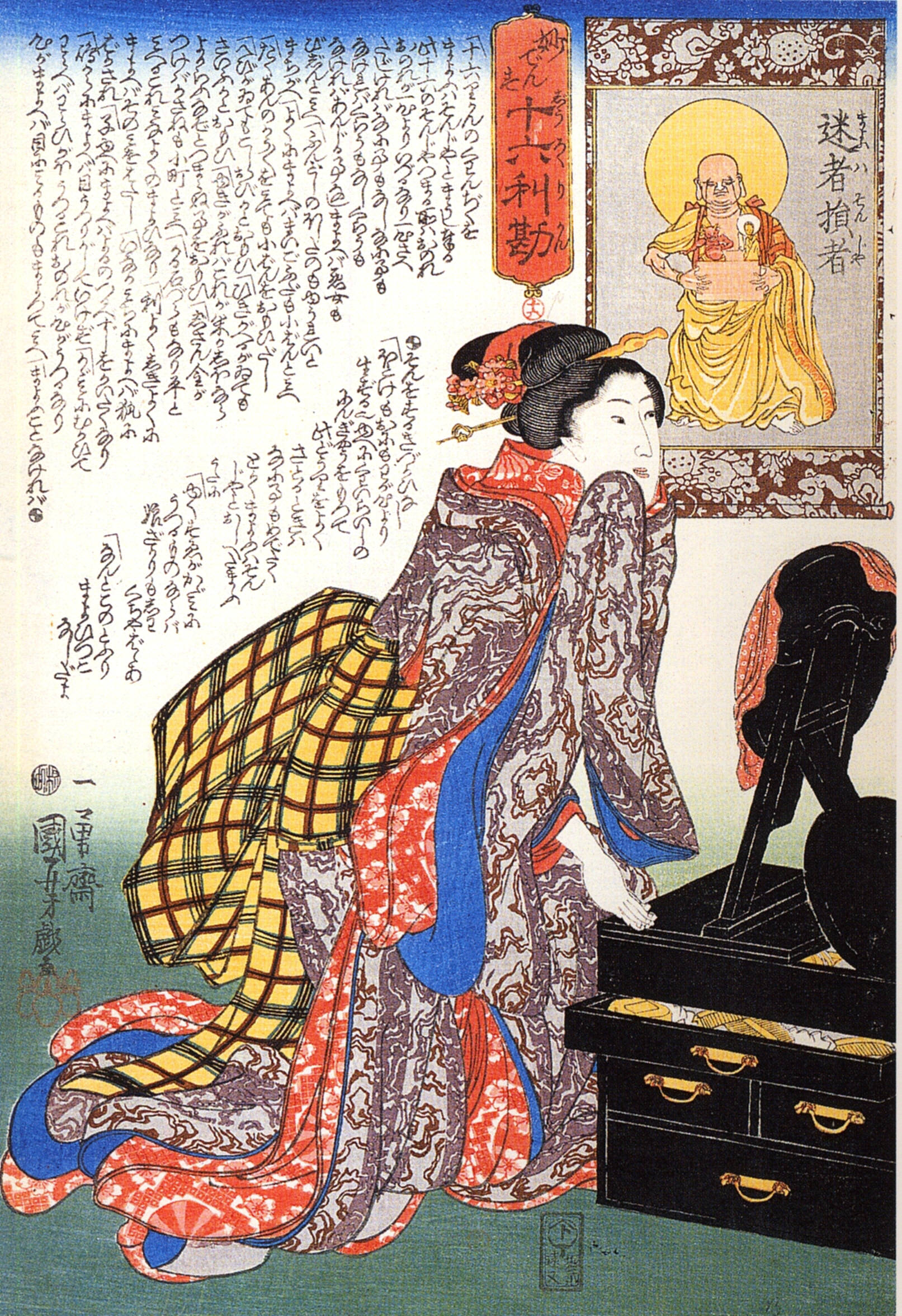
Frau vor dem Spiegel

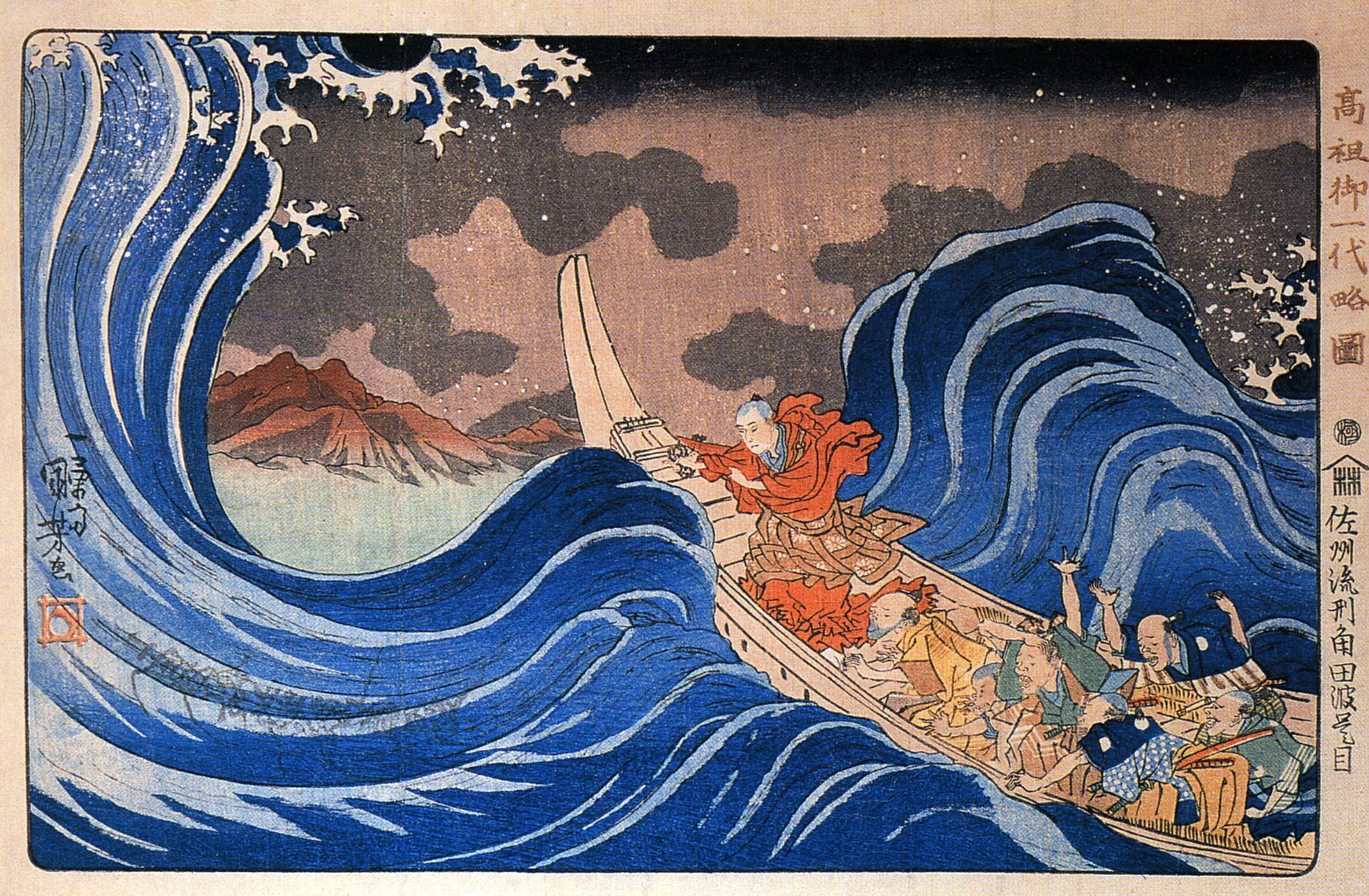
Nichiren beruhigt einen Sturm bei Kakuda

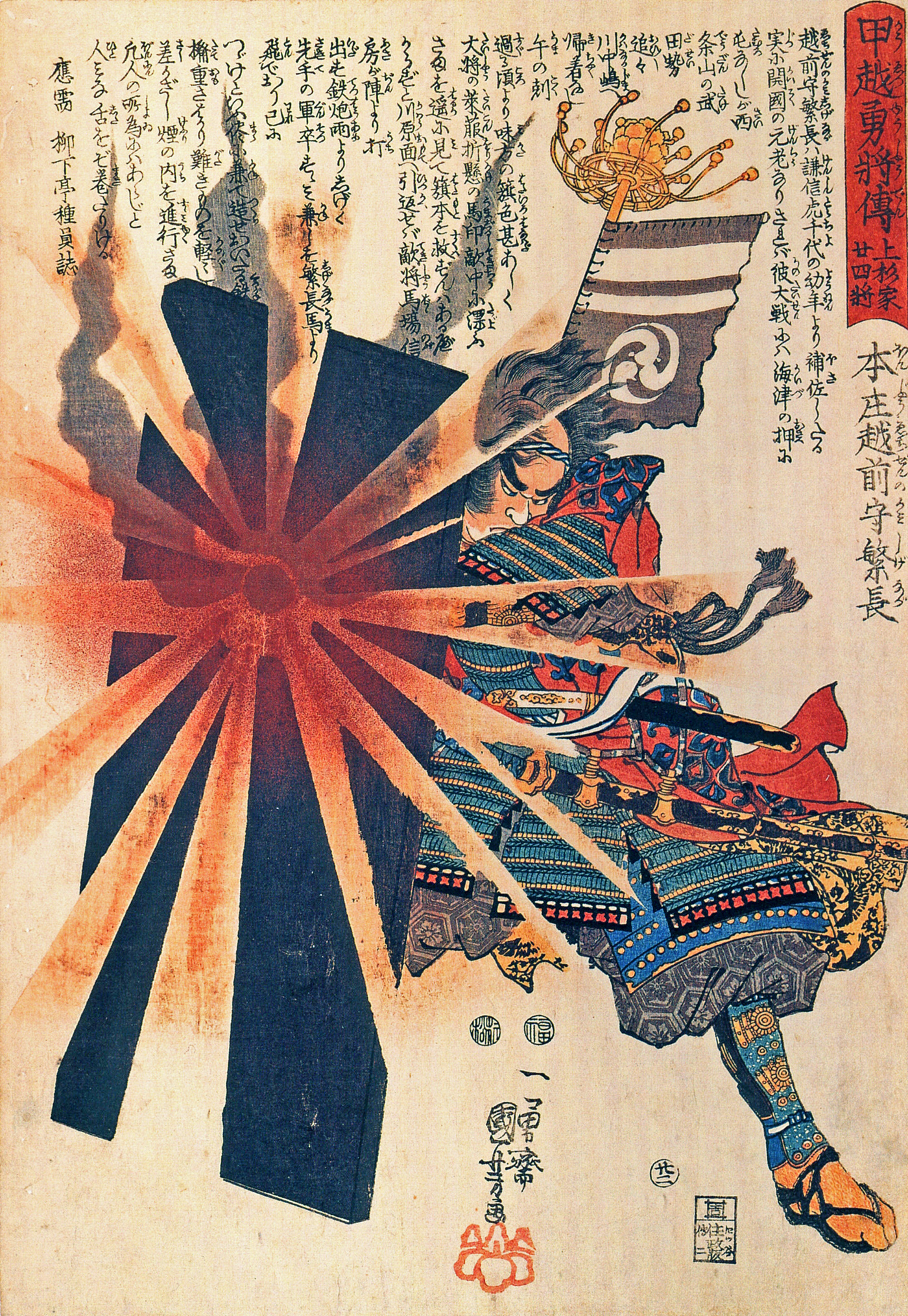
Honjo Shigenaga beim Abwehren einer explodierenden Granate

Utagawa Kuniyoshi (japanisch 歌川 国芳; * 1798 in Edo (heute: Tokio); † 1861 ebenda) war zusammen mit Hiroshige und Kunisada einer der drei stilbildenden Meister des japanischen Farbholzschnitts am Ende der Edo-Zeit.

## Biographie
Utagawa Kuniyoshi wurde 1798 als Sohn des Seidenfärbers Yanagiya Kichiemon geboren. Der Überlieferung nach half er seinem Vater schon früh bei der Gestaltung von Seidenstoffen und erregte öffentliche Aufmerksamkeit, als er anlässlich eines Shinto-Festes einen von ihm selbst bemalten Baumwollkimono trug. Als Kind wurde er Yoshizō (oder Yoshisaburō) genannt, sein späterer bürgerlicher Name war Ikusa Magosaburō.
Kuniyoshis Vater war befreundet mit Toyokuni I., dem Oberhaupt der Utagawa-Schule. Im Jahr 1808 scheint Kuninao (1793–1854) als Schüler des Toyokuni im Haus der Familie Kichiemon eine Zeitlang gastiert zu haben. Von diesem könnte der Knabe ersten zeichnerischen Unterricht bekommen haben. Aus dem Jahr 1808 ist auch ein Zusammentreffen mit Toyokuni selbst überliefert, der den jungen Kuniyoshi für eine Zeichnung des Dämonenjägers Shōki lobte.
Einer japanischen Quelle zufolge war jedoch weder Kuninao noch Toyokuni, sondern Katsukawa Shun’ei der erste tatsächliche Zeichen- und Mallehrer Kuniyoshis. Von diesem lernte er sowohl das Zeichnen komischer und fantastischer Szenen als auch die Darstellung der Szenen und Schauspieler des beliebten Kabuki-Theaters. Im Jahr 1811 nahm ihn schließlich Toyokuni als Lehrling in seiner Werkstatt an, die in dieser Zeit führend in der Gestaltung der Kabuki- und Schauspielerporträtdrucke und der Illustration der zeitgenössischen Unterhaltungsliteratur war. Seine Lehrzeit war 1814 beendet und damit erhielt er von seinem Lehrmeister den Künstlernamen Kuniyoshi.
Im selben Jahr illustrierte er eine Buchausgabe des Chushingura; aus dem folgenden Jahr sind einige wenige Kabuki-Drucke und zwei weitere Buchillustrationen von ihm bekannt. 1816 gab es nur eine Buchillustration. 1817 erschien nichts aus seiner Hand und in der Zeit von 1818 bis 1826 fanden sich nur vereinzelt Verleger, für die er Triptychen mit heroischen Szenen (Musha-e) aus der japanischen Geschichte gestalten konnte.
Seinen Lebensunterhalt konnte Kuniyoshi in diesen Jahren in keiner Weise mit dem Entwurf von Farbholzschnitten bestritten haben. Der Legende nach fristete er mit dem Verkauf und der Reparatur von Bodenmatten sein Leben in ärmlichsten Verhältnissen. Er soll um 1817 herum ein für ihn demütigendes Zusammentreffen mit seinem ehemaligen Mitschüler Kunisada gehabt haben, das ihn zu verstärkten künstlerischen Anstrengungen angespornt habe, da er sich diesem immer überlegen gefühlt habe. Tatsächlich war Kunisada 12 Jahre älter als Kuniyoshi und war 1811, als dieser in die Werkstatt Toyokunis eintrat, bereits als Buchillustrator und Designer von Farbholzschnitten anerkannt und konnte von dieser Tätigkeit leben. Kunisada hätte keinen Grund zur Rivalität oder keinen Anlass zur Demütigung gehabt. Kuniyoshis Entwürfe hatten einfach keinen Anklang beim Publikum gefunden.
Bis 1826 muss er als Handwerker in einem anderen Beruf tätig gewesen sein, möglicherweise wieder im Geschäft seines Vaters, und nebenbei einige Entwürfe für Farbholzschnitte gezeichnet haben. Auf jeden Fall war er in der Lage, um 1820 selbst eine Familie zu gründen; überliefert ist seine Hochzeit mit einer Angehörigen aus der Iwara-Familie (andere Angabe: Saitō-Familie).
1827 erteilte ihm der Verleger Kagaya Kichibei den Auftrag zum Entwurf für zunächst fünf Blätter aus der Serie „Die 108 Helden des Suikoden“. Sie wurden der erste große Publikumserfolg Kuniyoshis. Die Drucke verkauften sich gut, die Serie wurde tatsächlich vollständig herausgegeben und alle Blätter wurden von Kuniyoshi gezeichnet. Der Durchbruch war geschafft. Kurze Zeit später erschien eine ähnlich umfangreiche Serie mit japanischen Helden und Heldinnen des Suikoden. Es folgten Aufträge für weitere Heldendarstellungen, Buchillustrationen, darunter auch Shunga-Produktionen, und Darstellungen der Chushingura-Erzählung. In den 1830er Jahren erstreckte sich seine künstlerische Tätigkeit dann auch auf die Gestaltung von Bijin-ga, Kabuki-Szenen und einigen Landschaftsdrucken. Er erhielt Aufträge für die Gestaltung von Surimono und wohl auch die ersten Aufträge von Angehörigen des Handelsbürgertums zur Ausführung von Gemälden. Vor allem letzteres war mit erheblichen Einnahmen verbunden, denn die Honorare für solche Bilder entsprachen in etwas dem Jahreseinkommen eines Handwerkers, wohingegen mehrere Entwürfe für Farbholzschnitte pro Tag nötig waren, um ein Tageseinkommen zu sichern.
Bis 1842 war Kuniyoshis Stellung in der Welt des Ukiyo-e endgültig etabliert, jetzt zählte er zusammen mit Kunisada und Hiroshige zu den drei führenden Meistern dieses Genres in Edo.
Die Tenpō-Reformen von 1842 brachten, wie für den gesamten Markt des Farbholzschnitts, auch für Kuniyoshi einschneidende Veränderungen mit sich. Schauspiel-, Schauspielerporträt- und die Darstellung von Prostituierten, Kurtisanen und Geishas waren verboten worden und die Künstler waren daher gezwungen, sich anderen Inhalten zuzuwenden. In den ersten Jahren nach den Reformen entwarf Kuniyoshi Scherzbilder, einen Teil seiner Katzenbilder, Drucke zur „Erziehung und Erbauung“ von Hausfrauen und Kindern sowie Drucke japanischer Helden zur Stärkung von „Sitte, Moral und Tugend“ in der Bevölkerung.
Im Zusammenhang mit den Reformen wurde Kuniyoshi 1843 von den Behörden wegen eines Druckes verwarnt, da in ihm eine verbotene Karikatur des Shōgun Tokugawa Ieyoshi und seines ersten Ministers Nichizen gesehen worden war. Die Druckplatten wurden zerstört, weitere Folgen hatte der Vorfall für Kuniyoshi nicht.
In der zweiten Hälfte der 1840er Jahre zeichnete er (unter vielem anderen) zusammen mit Kunisada und Hiroshige die Entwürfe für zwei große Serien, die offensichtlich den Bestimmungen der Zensurbehörden widersprachen, da sie aktuelle Kabuki-Schauspieler unter dem Vorwand der Darstellung heroischer bzw. mystischer Begebenheiten zeigten. Die Behörden griffen nicht ein und gegen Ende der 1840er/Anfang der 1850er hatten sich Verleger, Künstler und das Publikum entgegen dem bestehenden Verbot die erneute Darstellung des Kabuki-Theaters und dessen Schauspieler ertrotzt. Immerhin hatten diese Drucke vor dem Verbot ca. 80 Prozent der gesamten Produktion an Farbholzschnitten ausgemacht, und diese waren es, die vor allem von den einfachen Einwohnern Edos gekauft wurden und das tägliche Brot der Künstler ausmachten.
Bis 1855 war Kuniyoshi auf allen Gebieten des Farbholzschnitts in großem Umfang tätig. Im Jahr 1853 bestätigte ein Polizeibericht, dass er über ein erhebliches Einkommen verfügte und es sich leisten konnte, dieses großzügig unter seinen Schülern zu verteilen. Aus den Jahren um 1850 sind aus seinem Schaffen besonders noch mehrere Serien hervorzuheben, die die Helden des Chushingura darstellen. Außerdem ist bekannt, dass er Wandgemälde für verschiedene Tempel und für ein Bordell im Viertel Yoshiwara anfertigte; diese sind jedoch nicht erhalten.
Nach 1855 beschränkte sich seine Arbeit auf die Illustration einer sehr umfangreichen Hideyoshi-Biographie und dem Entwurf einiger weniger Helden-Triptychen. Seit diesem Jahr, dem Jahr des großen Erdbebens in Edo, schien er ernsthaft erkrankt gewesen zu sein. Nach westlichem Kalender verstarb er am 14. April 1861 geplagt von der Gicht. Begraben wurde er beim Daisenji-Tempel. Zwölf Jahre nach seinem Tod ließen dort 45 seiner überlebenden Schüler eine Grabstele zu seinem Gedächtnis errichten.

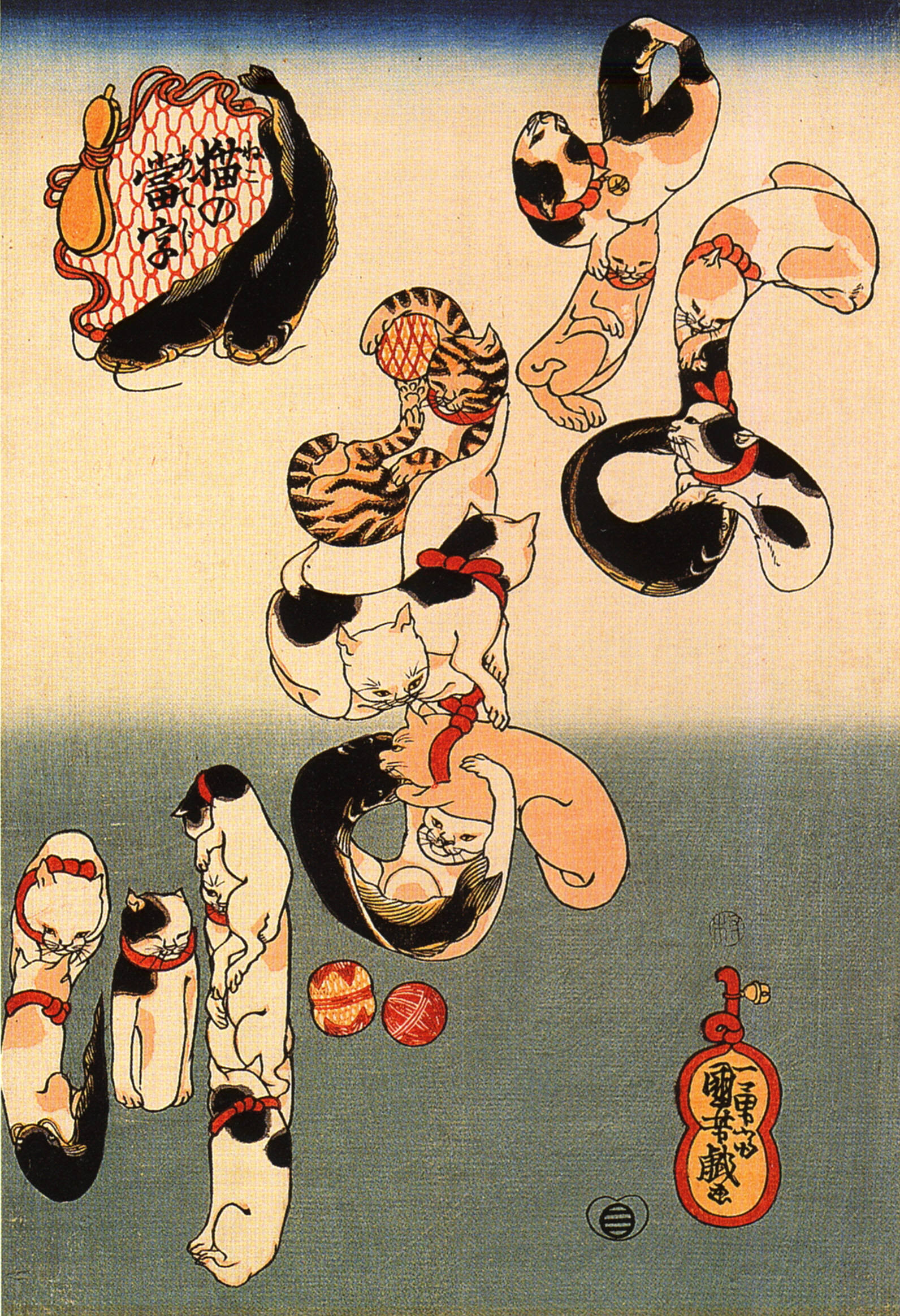
Neko no ateji

## Schüler
Die bekanntesten seiner Schüler waren Kawanabe Gyōsai und Tsukioka Yoshitoshi. Unter anderem hatte auch seine Tochter, Yoshitori, bei ihm das Zeichnen gelernt und bis 1852 Kartuschenbilder zu den Entwürfen ihres Vaters beigetragen. Weitere bekanntere Schüler waren: Yoshimune I (1817–1880), Yoshitoyo I (ca. 1830/60), Yoshitsuya I (ca. 1822/66), Yoshiiku (1833–1904), Yoshitora (ca. 1836/82) und Yoshiume (1819–1879).

## Künstlerische Tätigkeit
Der größte Teil von Kuniyoshis Arbeiten besteht in Schauspiel- und Schauspielerdrucken. Sie können oft den Vergleich mit den Arbeiten Kunisadas, des führenden Künstlers seiner Zeit auf diesem Gebiet, nicht bestehen.
Beeindruckt ist der heutige westliche Betrachter von seinen vergleichsweise wenigen Landschaftsbildern, in denen er westliche Gestaltungselemente, insbesondere die Zentralperspektive, genial verarbeitete. Es gab hierfür auch japanische Vorläufer und Vorbilder wie z. B. Toyoharu, Toyohisa, Kunitora und Hokusai. Aber wie deren Arbeiten fanden auch Kuniyoshis Entwürfe bei seinen Zeitgenossen keinen großen Anklang.
Zur humorvollen Seite Kuniyoshis gehören die zahlreichen Katzenbilder bzw. Bilder, auf denen Katzen nebenbei auftauchen. Als Beispiel möge der Druck „Neko no ateji“ (etwa  „Lautliche Umschreibung mit Katzen“) dienen.
Bekannt und berühmt ist er im Westen vor allem wegen seiner Heldendarstellung, die von beeindruckender Dynamik sind und immer wieder überraschende, phantasievolle Details zeigen. Auch auf diesem Gebiet war er nicht der erste und einzige japanische Künstler, der solche Bilder gestaltete (z. B. in Shigemasa, Masayoshi und Hokusai gab es Vorbilder), aber keiner ist mit ihm an Formen- und Gestaltungsreichtum zu vergleichen. Diese Meisterschaft hatte bereits die Anerkennung seiner Zeitgenossen gefunden.

## Weitere Bilder

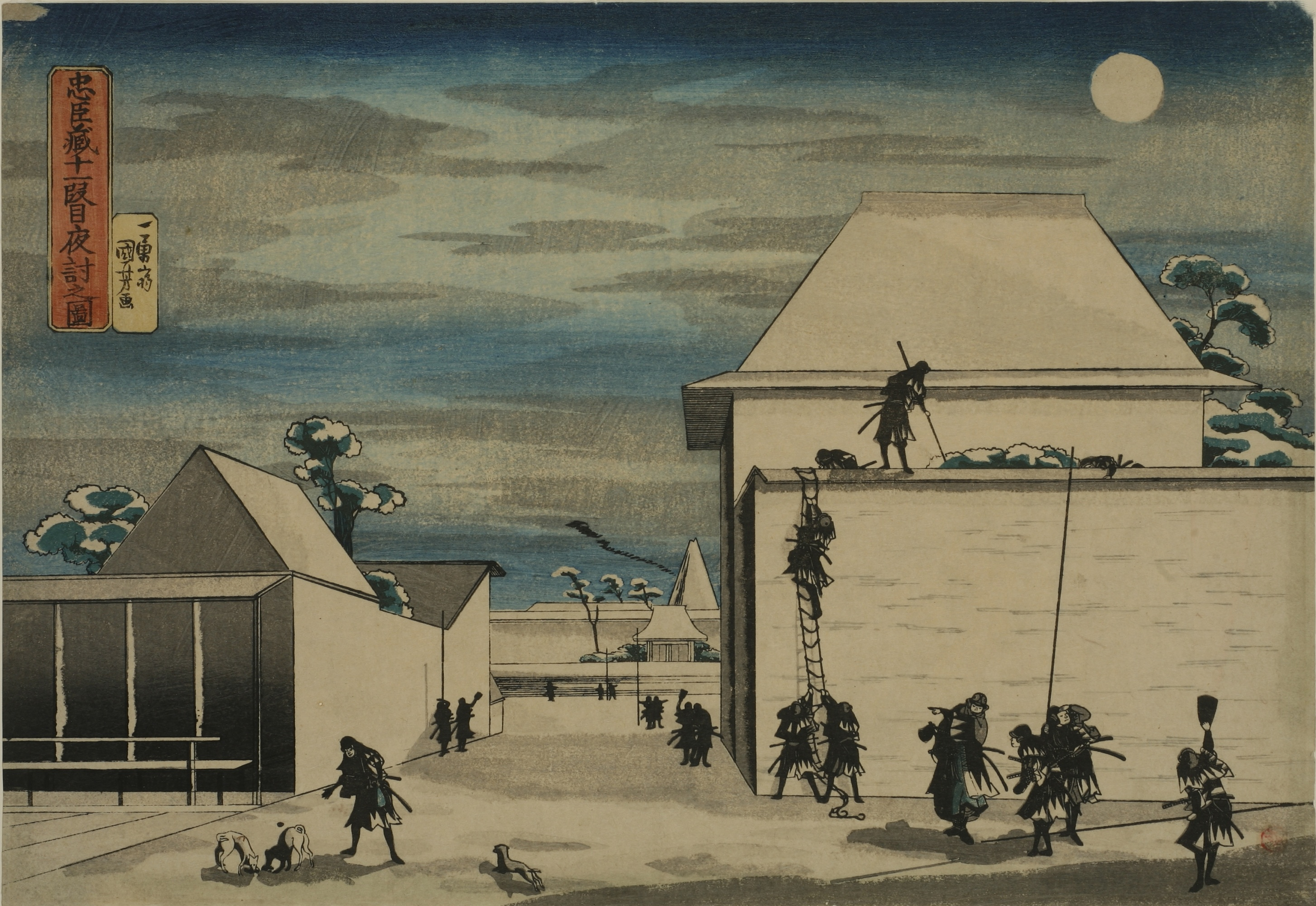
Aus „Chūshingura“
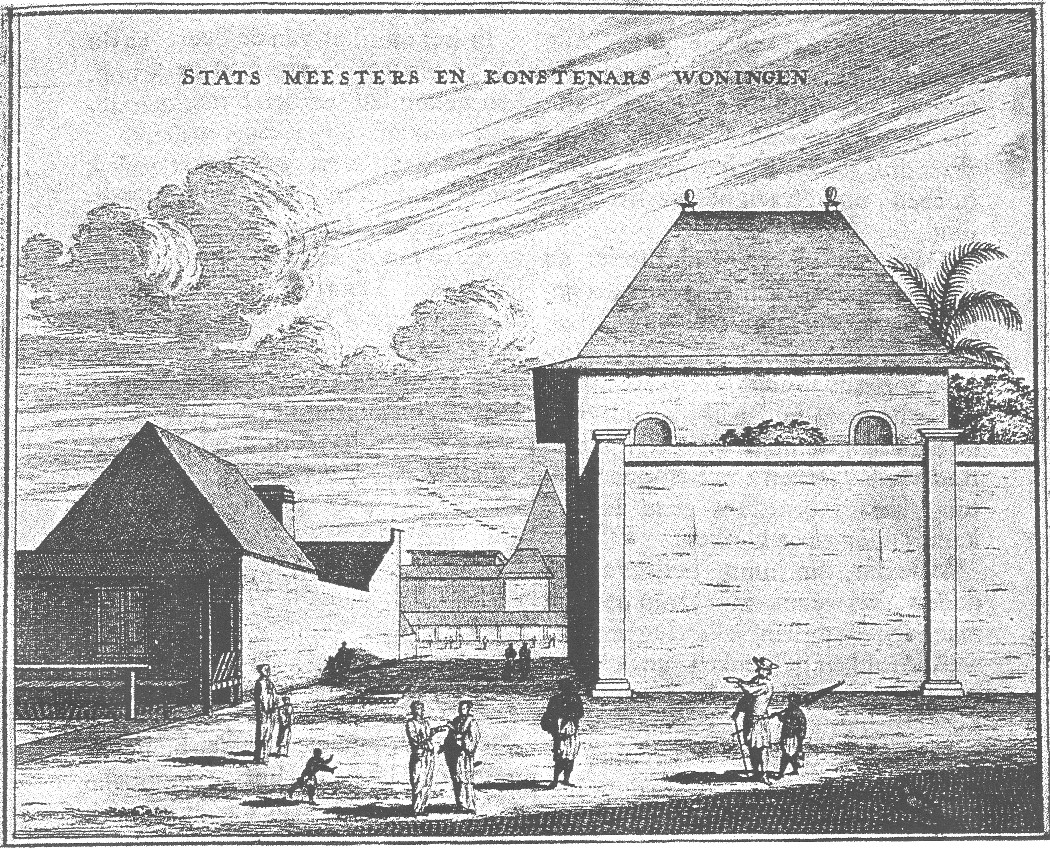
Das Vorbild dazu[Anm 2]
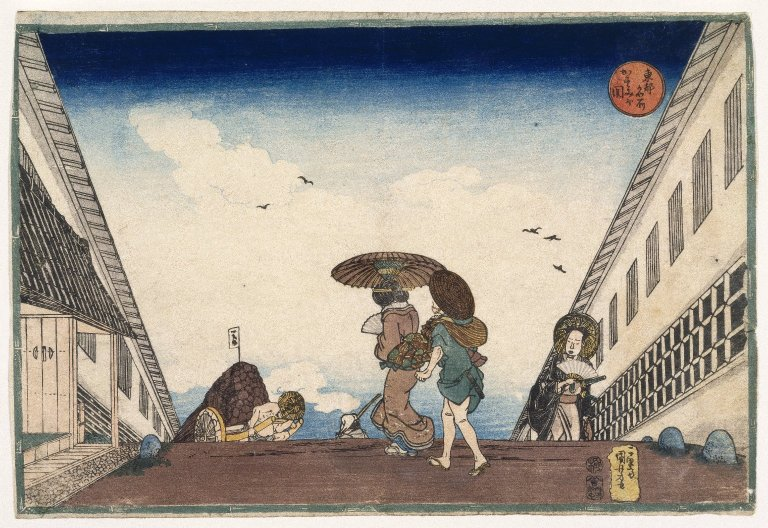
Kasumigaseki in Edo
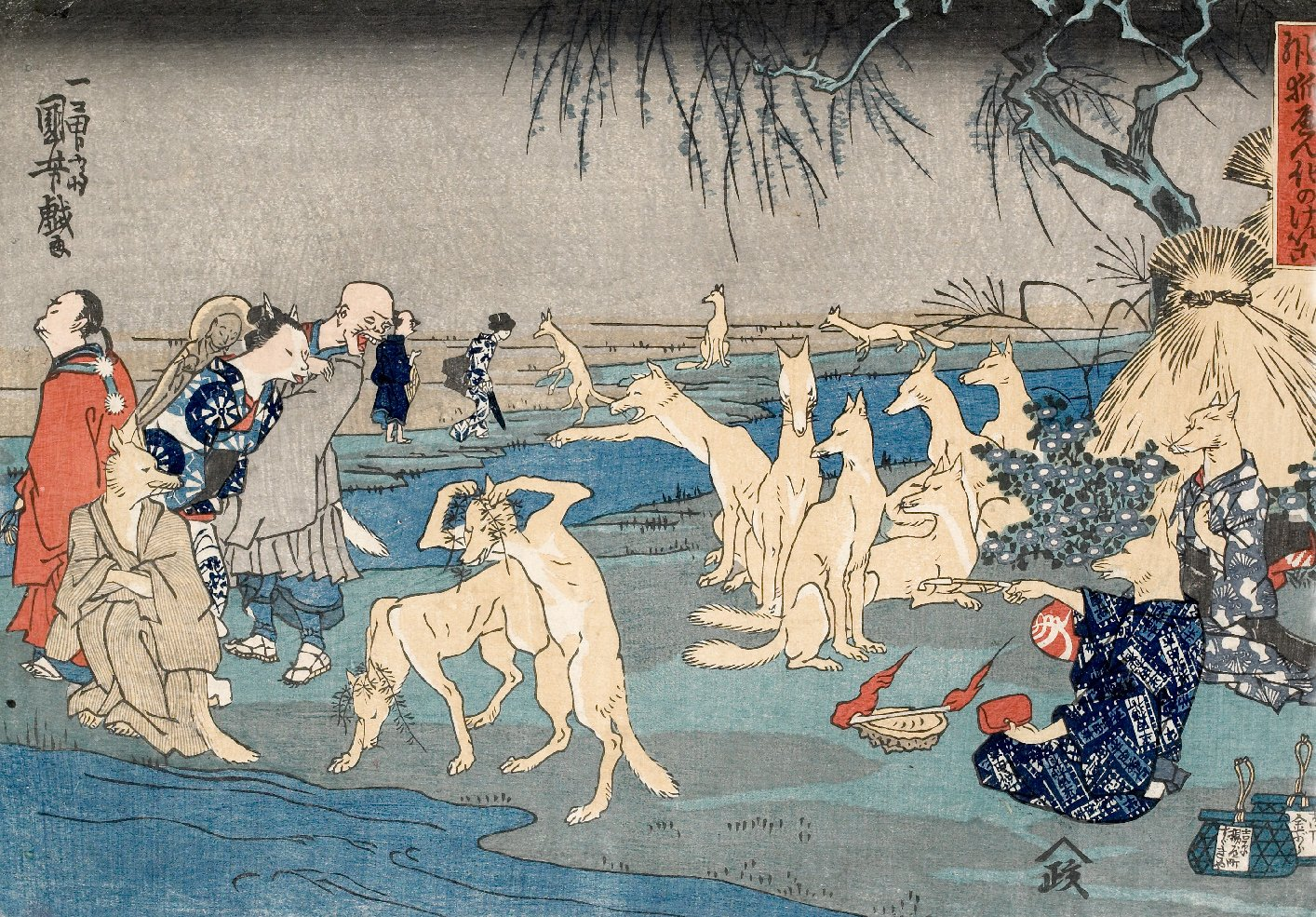
Füchse, die trainiert werden, sich zu verwandeln
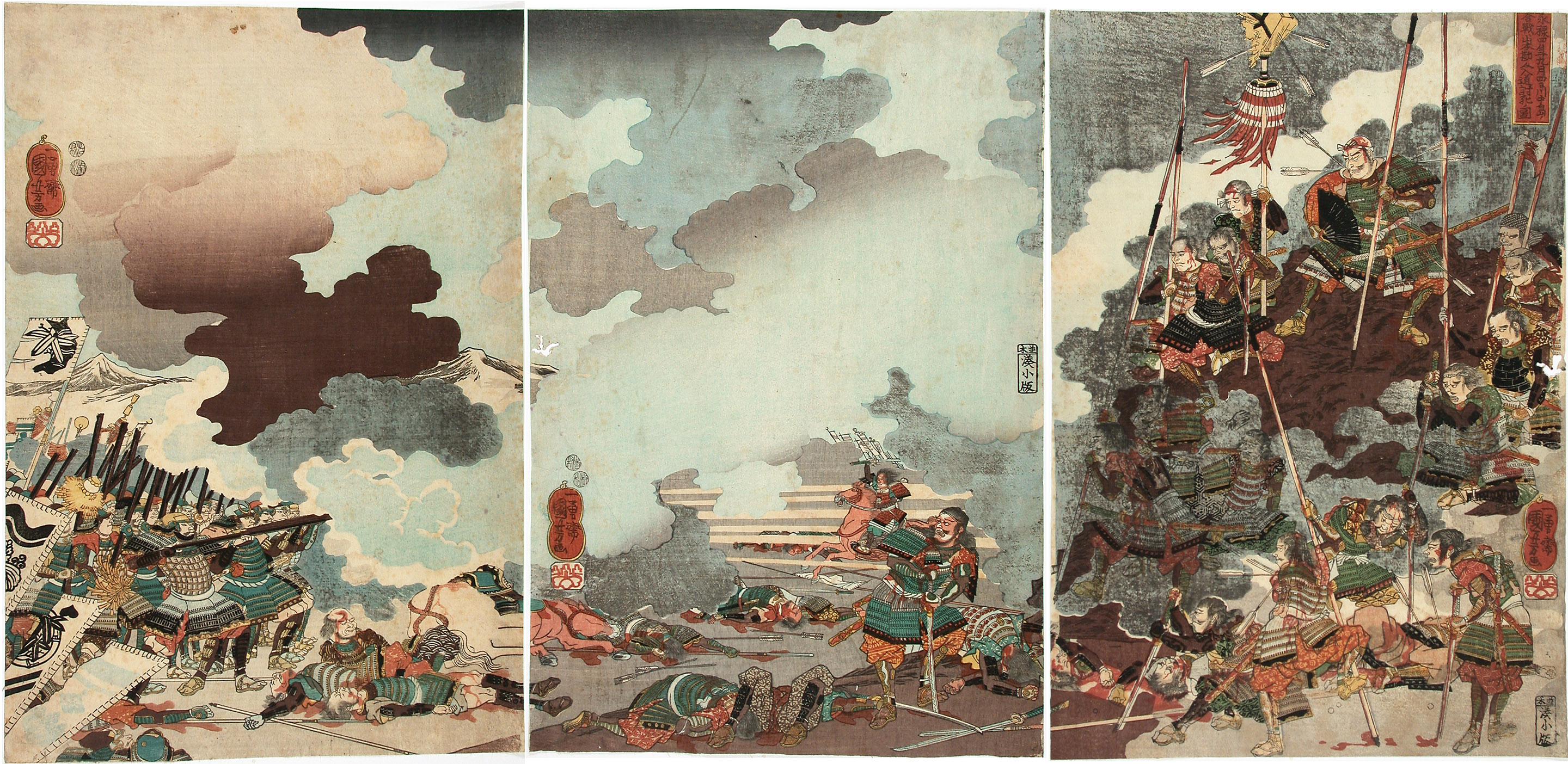
Schlacht bei Kawanakajima, 1561
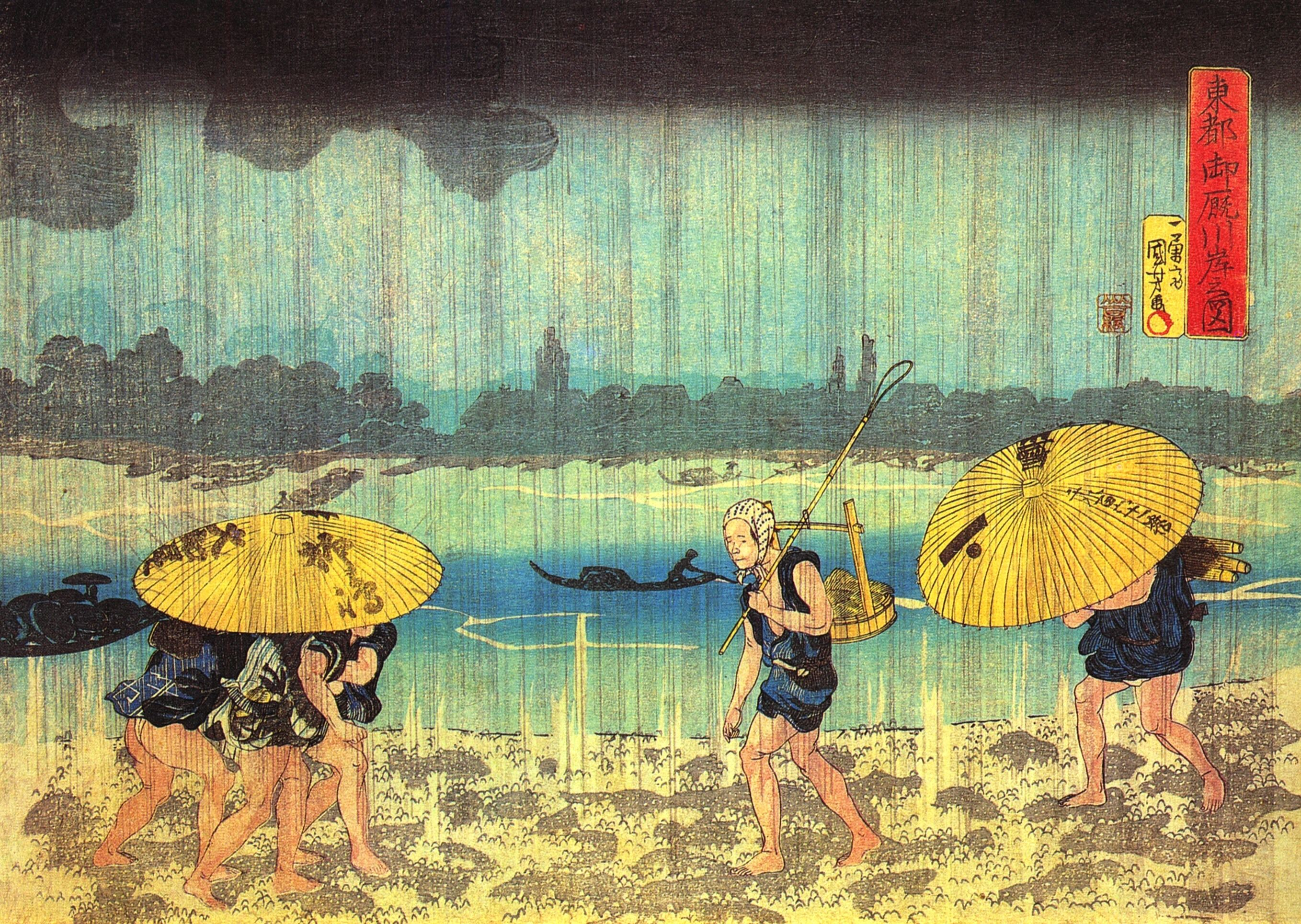
Am Sumida-Fluss bei Regen